# Каменка (Зеленцовське сільське поселення)
Ка́менка (рос. Каменка) — присілок у складі Нікольського району Вологодської області, Росія. Входить до складу Зеленцовського сільського поселення.

## Населення
Населення — 16 осіб (2010; 21 у 2002).
Національний склад (станом на 2002 рік):
- росіяни — 100 %